# Parafia Miłosierdzia Bożego w Zamościu
Parafia Miłosierdzia Bożego w Zamościu – parafia należąca do dekanatu Zamość diecezji zamojsko-lubaczowskiej. Została utworzona 22 sierpnia 1994 r. Kościół parafialny w budowie od 1995 r. Mieści się przy ulicy Hrubieszowskiej.
Przy parafii swoją działalność prowadzą: Koła Żywego Różańca, Ognisko Misyjne Dzieci, schola, Mali Pomocnicy Maryi, KSM.